# Alvin Pang
Pour les articles homonymes, voir Pang (homonymie).
Œuvres principales
- Testing the Silence (Teste le Silence) (1997)
- City of Rain (Ville de la Pluie) (2003)
- No Other City: The Ethos Anthology of Urban Poetry (Pas d'Autre Ville: Anthologie de la poésie urbaine, Ethos) (2000) (coéditeur)
- Love Gathers All : The Philippines-Singapore Love Anthology (l'Amour unit tout le monde: Anthologie de la poésie d'amour Philipines-Singapour)(2002) (coéditeur)

Alvin Pang, né en mai 1972, est un poète singapourien.

## Biographie
Son premier recueil de poèmes, Testing the Silence (1997), a été sélectionné pour le prix du livre de National Book Development Council of Singapore (NBDCS) en 1998/9. Son deuxième recueil de poèmes est City of Rain (2003).
Il est récipiendaire de plusieurs subventions du Singapore International Foundation and National Arts Council.
Son travail a également été présenté dans les magazines, e.g. The Wolf (Royaume-Uni), English Review (Royaume-Uni), Salt (Australie), Paper Tiger (Australie), Interlogue: Studies in Singapore Literature (Singapour), Bonnier's Literary Magazine, Slope (États-Unis), Quarterly Literary Review Singapore (Singapour) et RHYTHMS: The Millennium Anthology of Singapore Poetry (Singapour).
Pang a fait plusieurs visites internationales à l'appui de la littérature de Singapour. Il a dirigé une délégation d'écrivains de Singapour à l'Australie en juillet 2001 et une autre au Festival de la poésie Austin International en avril 2002. Il a visité les principaux festivals littéraires à Bali, Darwin, Hong Kong, Perth, Adélaïde, Melbourne, en Malaisie, et ailleurs.
Il a aussi contribué des colonnes occasionnelle pour The Straits Times : commentaire sur la technologie, la culture, la société et d'autres questions.

## Référence
1. ↑  « Alvin Pang », sur nl.sg via Wikiwix (consulté le 16 octobre 2023).